# Gastronomia d'Andorra
La gastronomia d'Andorra tracta sobre el menjar i les begudes típics de la cuina andorrana. La cuina del país té característiques força semblants amb els veïns: la cuina de la Cerdanya i la de l'Alt Urgell, sobretot aquesta última, amb què té força lligams culturalment.
La gastronomia del Principat és principalment catalana, tot i que ha adoptat també altres elements de les cuines francesa i italiana, com ara el costum d'emprar salses amb el peix i la carn, i l'ús de pasta.
La cuina d'Andorra és marcada per la seva naturalesa de valls muntanyenques, tradicionalment caracteritzada per l'autosubsistència de les economies locals. Per aquesta raó la cuina està composta per la cansalada, el peix, la carn - conill, cabrit i xai - les verdures, els cereals i els fruits del bosc, el trinxat.

## Plats típics
Plats típics de la parròquia d'Andorra la Vella, segons el Govern andorrà, són l'all-i-oli de codony, l'ànec amb pera d'hivern, el cabrit al forn amb picada de fruits secs, civet de porc fer, la coca masegada, l'escarola amb pedrers d'ànec confitat i bolets, l'escudella de pagès o barrejada, els espinacs amb panses i pinyons, la melmelada de mores, les murgues farcides amb carn de porc, i el més conegut i preuat, la truita de riu a l'andorrana; per a beure, el vi calent i cremat; alguns dels plats són ben habituals a comarques de muntanya de Catalunya, com el trinxat, els cargols a la llauna, l'arròs amb bolets, brossat i l'arròs de muntanya.
De la parròquia de Canillo és típica l'amanida de xicoies.
Altres plats típics d'Andorra en general són el conill amb tomàquet i el xai rostit.